# Раде Краповић
Раде Краповић био је геенерал из српске породице Краповића. 
Краповићи су огранак породице Руцовића, а по мјесту рођења зову се и као Машићи (Rade Masich capitano di Montenegro – Zuanne Masich colonello di Montenegro). 
Након завршетка студија на које га је послао стриц Иван, у војсци млетачкој је допрео до звања генерала. 
У парници, која се је водила између Срба и Грка 1764-76. г., он је успјешно бранио православно богослужење на словенскоме језику у цркви задарској; а 1787. г. био је главни ктитор и бранилац права на црквицу Св. Саве Освештеног у Будви, којом су се служили православни Будвани у доба државне власти Немањића и Балшића. У подмахинској цркви Св. Петке имају два велика сребрна канђела, са поменом свију чланова његове породице, која је он приложио: једно 1747, друго 1784. г.